# Afroapoderus trigonocephalus
Afroapoderus trigonocephalus es una especie de coleóptero de la familia Attelabidae.

## Distribución geográfica
Habita en Camerún, Congo y República Democrática del Congo.